# 佐竹義祚
佐竹 義祚（さたけ よしとし、文化14年（1817年） - 安政5年6月11日（1858年7月21日））は、久保田藩重臣佐竹東家19代目当主。相馬樹胤の五男。初名は相馬博胤（そうま ひろたね）、佐竹義矩（よしのり）。通称は兼三郎、兼之助、中務。正室は岩城隆喜の五女倉子（浄真院、死別）。継室は岩城隆喜の八女銀子。男子に佐竹義寿（長男）、佐竹義倫（次男、佐竹義許養子）がいる。

## 経歴
文政12年（1828年）、旗本水上織部の養子となる。後に養子縁組は解消される。天保10年（1839年）5月、佐竹東家の当主佐竹義典が死去した。天保11年（1840年）6月11日、佐竹東家の家督を相続した。同年8月19日江戸を出発し、9月5日秋田に到着する。同年9月24日、秋田藩主佐竹義厚に拝謁する。
弘化3年（1846年）、幼少の佐竹義睦の久保田藩主就任により、佐藤源右衛門とともに藩政を主導することになった。安政2年（1855年）10月10日、藩主義睦が佐藤源右衛門を蟄居を命じ、藩政の刷新をはかる。安政4年（1857年）5月21日、失脚していた佐藤源右衛門の再登用を藩主義睦に強要するものの、失敗する。5月22日、藩主義睦から蟄居を命じられる。同年閏5月23日、隠居し、息子義寿に家督を譲った。同年7月、久保田藩主佐竹義睦が死去し、久保田新田藩主佐竹義核（同じく相馬氏出身で義祚の従兄弟にあたる、のち義堯に改名）が本家を相続すると、息子・義寿の久保田新田藩佐竹家相続を実家の中村藩相馬家に働きかける。安政5年（1858年）2月、相馬家への働きかけを理由に家老・戸村義效へのお預けを命じられる。同年6月11日、横手で死去（享年42）。なお、義寿は義效の娘を妻に迎えている。